# 뉴욕대 치과대학

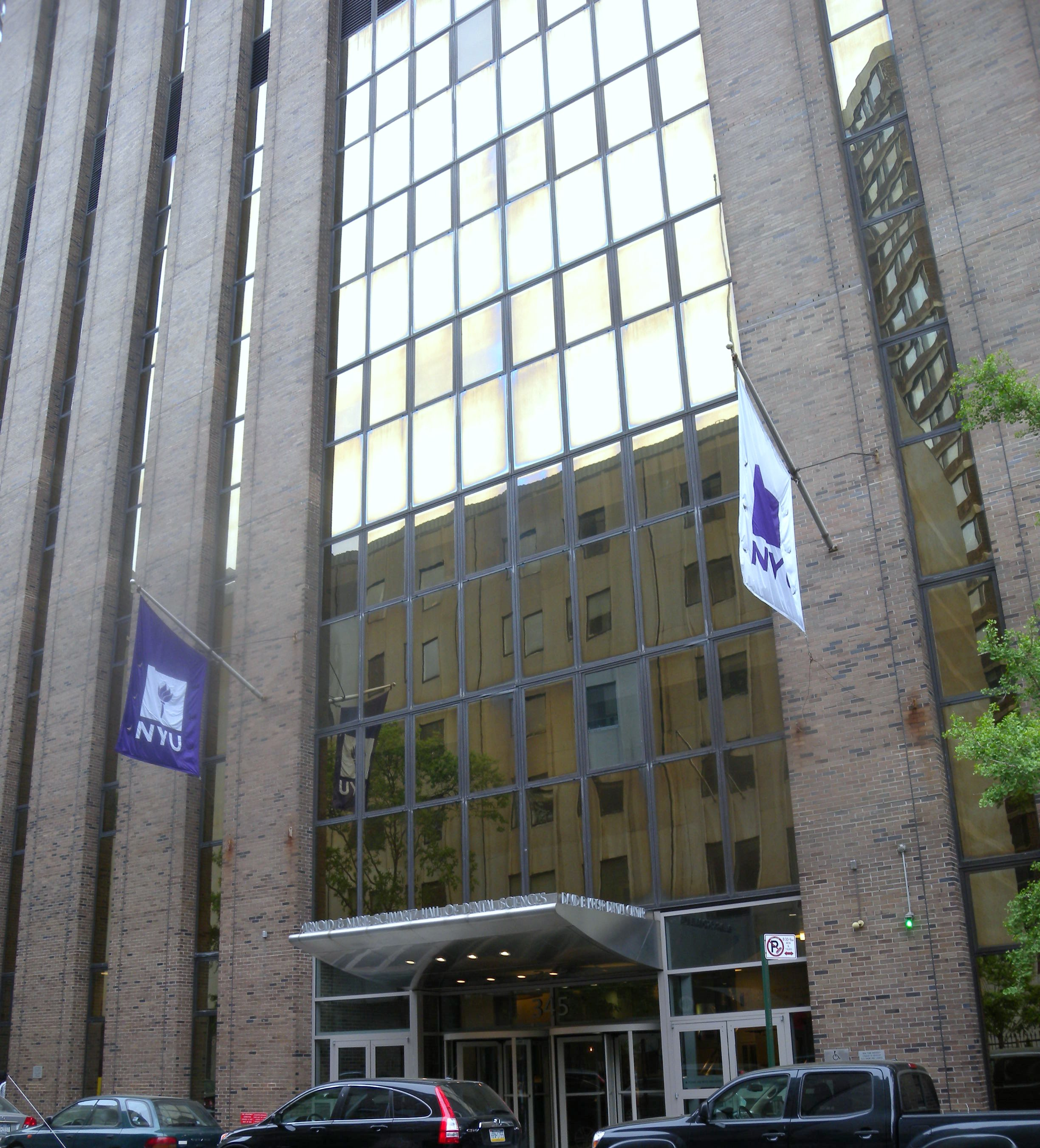
Schwartz Hall

뉴욕대 치과대학(New York University College of Dentistry)은 미국에서 3번째로 오래된 치과대학으로 치의학을 가르치는 전문대학원이다.
뉴욕대 치과대학에 방문하는 환자의 수는 매년 30만명정도이다.
2017년도 QS 랭킹에 따르면 치의학과 분야에서 미국 3위에 랭크되었다.

## 역사
뉴욕대 치대는 1865년 "뉴욕 치과대학"으로 설립된 후, 1925년 뉴욕대학교로 흡수되었다. 1957년 치과대학의 본관이 현재의 건물이 있는 뉴욕시 1번 에비뉴로 옮겨졌다. 2005년 뉴욕대 간호대학이 뉴욕대 교육대학 소속에서 뉴욕대 치과대학 산하 간호대학으로 재편성되었다. 2015년에 치의학과, 간호학과, 생명공학과를 위한 17만 평방피트 규모의 건물이 추가적으로 지어졌다.

## 시설
1번 에비뉴에 위치한 뉴욕대 치과대학은 24번 스트리트와 26번 스트리스 사이에 위치하고 있고, 뉴욕대 의과대학과 6블럭 떨어져있다. 현재 뉴욕대 치과대학은 1번 에비뉴의 433번지와 25번 스트리트의 137번지, 1번 에비뉴의 380번지 그리고 신축한 빌딩을 포함해 총 4개의 건물을 이용중이다. 현재 뉴욕대 치과대학은 506개의 치과 실습 의자를 가지고 있고 이외에도 자체 치과병원 역시 가지고 있다.

## 학내 생활
1-2학년 과정이 3-4학년 과정보다 공부량이 많은 편이다. 치과 국시 (NBDE I) 합격률은 평균 99.7%이고, 2017년에는 100% 합격률을 기록했다. 동양인 학생수는 매년 크게 달라지며 외부로는 공식발표하지는 않는다. 2017년의 경우 중국계와 아랍계를 포함하여 입학생의 15% 가량이 아시아계였던 것으로 알려졌다.
연계전공으로, 치의학 7년제 통합 BA/DDS 프로그램의 경우 입학한 학생들은 CAS 소속 Biology 전공으로 입학하여, 이후에 조건을 만족하면 College of Dentistry (치의학 대학원)에 자동 입학된다. 학부-대학원 프리패스로 7년만에 NYU 치의학 대학원 졸업자가 될 수 있다. 보통은 4년간의 대학과정을 마치고 대학원으로 지원을 해야 하는 것에 비해 훨씬 빠르고 안정적인 방식이니 참고하도록 하자. 치의학 대학원인 College of Dentistry는 전미 순위 3위를 자랑하고 있다. 통합 7년제 치대입학 난이도는 아이비리그급 이상이다. 7년제 통합 치과대학은 2021년 기준 요강에 전세계 고등학생 지원자중 10명 내외만을 선발한다. 입결은 HYPS급으로 하버드 등 최상위 아이비리그 동시 합격생이 많다.

## 도서관

New York University College of Dentistry from E.25 Street

뉴욕대 치과대학의 도서관은 미국 내 치과 관련 도서관으로써는 가장 큰 규모중 하나로 1500년대 도서부터 현대의 도서에 이르기까지 희귀 도서를 약 1000여권 정도 보관하고 있다. 현재는 1번 에비뉴 433번가 건물 내부로 도서관이 이전함에 따라, 원래 도서관 건물은 치과대학 학생들에게 24시간 운영되는 자습 공간으로 활용되고 있다.

## 전자 커리큘럼
2001년 이후로 뉴욕대 치과대학은 전통적인 교과서 방식을 디지털화 시켰다. 그리하여 학생들은 모든 수업 자료와 교과 자료는 전산 디지털화 된 e커리큘럼을 통해 접근할 수 있다.

## 교수진
- 로버트 레들리 - 전신 CT 스캐너 발명자
- 에드아르두 로드리게즈 - 뉴욕대 의과대학 성형외과 학과장 역임; 안면 이식 세계최초 시술자
- 마타 소멀맨 - 미국 국립 치과연구원 원장 역임
- 폴 골드하버 - 하버드대 치과대학 학장 역임
- 루이스 골드버그 - 뉴욕주립대 치과대학 학장 역임